# NBA 1975/76
Die NBA-Saison 1975/76 war die 30. Saison der National Basketball Association (NBA). Sie begann am Donnerstag, den 23. Oktober 1975, und endete regulär nach 738 Spielen am Sonntag, den 11. April 1976. Die Postseason begann am Dienstag, den 13. April, und endete am Sonntag, den 6. Juni, mit 4—2 Finalsiegen der Boston Celtics über die Phoenix Suns.

## Saisonnotizen
- Commissioner J. Walter Kennedy, der das Amt 1963 von Präsident Maurice Podoloff übernommen hatte, ging in den Ruhestand. Sein Nachfolger Larry O’Brien stand vor der Aufgabe, die Vereinigung von NBA und American Basketball Association (ABA) im nächsten Jahr vorzubereiten.[1]
- Die Kansas City/Omaha Kings gaben den Standort Omaha, Nebraska auf und hießen fortan Kansas City Kings.
- Erster Draft-Pick in der NBA-Draft 1975 wurde David Thompson vom Wolfpack der North Carolina State University für die Atlanta Hawks. Allerdings wurde er auch von den Denver Nuggets der American Basketball Association (ABA) an erster Stelle ausgewählt und entschied sich für diese. Er brachte es zum Rookie of the Year der ABA. Der zweite Draft-Pick, Bruin Dave Meyers von der University of California, Los Angeles entschied sich für die NBA und die Los Angeles Lakers. NBA Rookie of the Year Alvan Adams von den Sooners der University of Oklahoma wurde an vierter Stelle von den Phoenix Suns ausgewählt.[2]
- Das 26. All-Star-Game fand am Dienstag, den 3. Februar 1976, vor 17.511 Zuschauern in The Spectrum von Philadelphia, Pennsylvania statt. Tom Heinsohns Eastern All-Stars besiegten  Al Attles’ Western All-Stars mit 123—109. All-Star Game MVP wurde Dave Bing von den Washington Bullets.[3]

## Abschlusstabellen
Pl. = Rang,  = Für die Playoffs qualifiziert, Sp = Anzahl der Spiele, S—N = Siege—Niederlagen, % = Siegquote (Siege geteilt durch Anzahl der bestrittenen Spiele), GB = Rückstand auf den Führenden der Division in der Summe von Sieg- und Niederlagendifferenz geteilt durch zwei, Heim = Heimbilanz, Ausw. = Auswärtsbilanz, Div. = Bilanz gegen die Divisionsgegner

### Eastern Conference

#### Atlantic Division
| Pl. | Mannschaft           | Sp | S—N   | %    | GB | Heim  | Ausw. | Div.  |
| --- | -------------------- | -- | ----- | ---- | -- | ----- | ----- | ----- |
| 1.  | Boston Celtics       | 82 | 54—28 | .659 | —  | 31—10 | 23—18 | 13—80 |
| 2.  | Buffalo Braves       | 82 | 46—36 | .561 | 8  | 28—13 | 18—23 | 10—11 |
| 3.  | 0Philadelphia 76ers0 | 82 | 46—36 | .561 | 8  | 34—70 | 12—29 | 09—12 |
| 4.  | New York Knicks      | 82 | 38—44 | .463 | 16 | 24—17 | 14—27 | 10—11 |

#### Central Division
| Pl. | Mannschaft            | Sp | S—N   | %    | GB | Heim  | Ausw. | Div.  |
| --- | --------------------- | -- | ----- | ---- | -- | ----- | ----- | ----- |
| 1.  | 0Cleveland Cavaliers0 | 82 | 49—33 | .598 | —  | 29—12 | 20—21 | 15—11 |
| 2.  | Washington Bullets    | 82 | 48—34 | .585 | 1  | 31—10 | 17—24 | 14—12 |
| 3.  | Houston Rockets       | 82 | 40—42 | .488 | 9  | 28—13 | 12—29 | 14—12 |
| 4.  | New Orleans Jazz      | 82 | 38—44 | .463 | 11 | 22—19 | 16—25 | 15—11 |
| 5.  | Atlanta Hawks         | 82 | 29—53 | .354 | 20 | 20—21 | 09—32 | 07—19 |

### Western Conference

#### Midwest Division
| Pl. | Mannschaft          | Sp | S—N   | %    | GB | Heim  | Ausw. | Div.  |
| --- | ------------------- | -- | ----- | ---- | -- | ----- | ----- | ----- |
| 1.  | Milwaukee Bucks     | 82 | 38—44 | .463 | —  | 22—19 | 16—25 | 13—80 |
| 2.  | 0Detroit Pistons0   | 82 | 36—46 | .439 | 2  | 24—17 | 12—29 | 12—90 |
| 3.  | 0Kansas City Kings0 | 82 | 31—51 | .378 | 7  | 25—16 | 06—35 | 10—11 |
| 4.  | Chicago Bulls       | 82 | 24—58 | .293 | 14 | 15—26 | 09—32 | 07—14 |

#### Pacific Division
| Pl. | Mannschaft              | Sp | S—N   | %    | GB | Heim  | Ausw. | Div.  |
| --- | ----------------------- | -- | ----- | ---- | -- | ----- | ----- | ----- |
| 1.  | 0Golden State Warriors0 | 82 | 59—23 | .720 | —  | 36—50 | 23—18 | 17—90 |
| 2.  | Seattle Supersonics     | 82 | 43—39 | .524 | 16 | 31—10 | 12—29 | 12—14 |
| 3.  | Phoenix Suns            | 82 | 42—40 | .512 | 17 | 27—14 | 15—26 | 15—11 |
| 4.  | Los Angeles Lakers      | 82 | 40—42 | .488 | 19 | 31—10 | 09—32 | 10—16 |
| 5.  | Portland Trailblazers   | 82 | 37—45 | .451 | 22 | 26—15 | 11—30 | 11—15 |

## Ehrungen
- Most Valuable Player 1975/76: Kareem Abdul-Jabbar, Los Angeles Lakers
- Rookie of the Year 1975/76: Alvan Adams, Phoenix Suns
- Coach of the Year 1975/76: Bill Fitch, Cleveland Cavaliers
- Executive of the Year 1975/76: Jerry Colangelo, Phoenix Suns
- J. Walter Kennedy Citizenship Award 1975/76: Slick Watts, Seattle Supersonics
- All-Star Game MVP 1976: Dave Bing, Washington Bullets
- NBA-Finals MVP 1976: Jo Jo White, Boston Celtics

| - All-NBA First Team: - Rick Barry, Golden State Warriors - George McGinnis, Philadelphia 76ers - Kareem Abdul-Jabbar, Los Angeles Lakers - Nate Archibald, Kansas City Kings - Pete Maravich, New Orleans Jazz | - All-NBA Second Team: - Elvin Hayes, Washington Bullets - John Havlicek, Boston Celtics - Dave Cowens, Boston Celtics - Randy Smith, Buffalo Braves - Phil Smith, Golden State Warriors                                |
| - All-Rookie Team: - Alvan Adams, Phoenix Suns - Gus Williams, Golden State Warriors - Joe Meriweather, Houston Rockets - John Shumate, Buffalo Braves - Lionel Hollins, Portland Trailblazers                  | |
| - All-Defensive First Team: - Paul Silas, Boston Celtics - John Havlicek, Boston Celtics - Dave Cowens, Boston Celtics - Norm Van Lier, Chicago Bulls - Slick Watts, Seattle Supersonics                        | - All-Defensive Second Team: - Jim Brewer, Cleveland Cavaliers - Jamaal Wilkes, Golden State Warriors - Kareem Abdul-Jabbar, Los Angeles Lakers - Jim Cleamons, Cleveland Cavaliers - Phil Smith, Golden State Warriors |

## Führende Spieler in Einzelwertungen
| Kategorie        | Spieler             | Mannschaft            | Wert     |
| ---------------- | ------------------- | --------------------- | -------- |
| Punkte/Spiel ∆   | Bob McAdoo          | Buffalo Braves        | 31,1 PpS |
| Wurfquote †      | Wes Unseld          | Washington Bullets    | 56,085 % |
| Freiwurfquote ‡  | Rick Barry          | Golden State Warriors | 92,3 %   |
| Assists/Spiel ▲  | Donald Watts        | Seattle Supersonics   | 8,1 ApS  |
| Rebounds/Spiel ▼ | Kareem Abdul-Jabbar | Los Angeles Lakers    | 16,9 RpS |
| Steals/Spiel ►   | Donald Watts        | Seattle Supersonics   | 3,18 SpS |
| Blocks/Spiel ◀︎   | Kareem Abdul-Jabbar | Los Angeles Lakers    | 4,12 BpS |

∆ 70 Spiele oder 1400 Punkte erforderlich.

† 300 Körbe erforderlich. Unseld nahm 567 Schüsse und traf 318 mal.

‡ 125 verwandelte Freiwürfe erforderlich. Barry traf 287 von 311.

▲ 70 Spiele oder 400 Assists erforderlich.

▼ 70 Spiele oder 800 Rebounds erforderlich.

► 70 Spiele oder 125 Steals erforderlich.

◀︎ 70 Spiele oder 100 Blocks erforderlich.

- Mit 356 beging Charlie Scott von den Boston Celtics die meisten Fouls. Bill Robinzine von den Kansas City Kings war mit 19 mal am häufigsten fouled out.
- Seit der Saison 1969/70 werden den Statistiken in den Kategorien „Punkte“, „Assists“ und „Rebounds“ nicht länger die insgesamt erzielten Leistungen zu Grunde gelegt, sondern die Quote pro Spiel.[4]
- Bob McAdoo von den Buffalo Braves stand in 78 Einsätzen 42,7 Minuten pro Spiel auf dem Parkett. Kareem Abdul-Jabbar hatte mit insgesamt 3379 Minuten die insgesamt längste Einsatzzeit bei 41,2 Minuten pro Spiel.
- Den besten Punkteschnitt der Saison hatte Bob McAdoo mit 31,1 Punkten pro Spiel. Bei 2427 Punkten in 78 Einsätzen hatte er die meisten Punkte und mit 48,7 % die dreiundzwanzigstbeste Wurfquote. Er nahm 1918 Schüsse und traf 934 mal.
- Wes Unseld warf 750 Punkte in 78 Spielen und damit 9,6 Punkte pro Spiel.
- Rick Barry verwandelte mit der besten Freiwurfquote die insgesamt neunzehntmeisten Freiwürfe. Mit 559 bei einer Quote von 76,2 % warf Bob McAdoo die meisten Freiwürfe.
- Slick Watts gewährte bei der besten Quote von 8,1 Assists pro Spiel mit 661 Assists die insgesamt meisten der Liga in 82 Spielen.
- Donald „Slick“ Watts hatte neben der besten Stealrate von 3,2 SpS auch die meisten Steals insgesamt mit 261.
- Kareem Abdul-Jabbar hatte mit 1383 Rebounds die insgesamt meisten in 82 Spielen. Er stellte auch den Saisonrekord für die meisten Defensivrebounds mit 111 auf. Darüber hinaus errang er am 14. Dezember gegen die Detroit Pistons auch die bislang meisten bekannten Defensivrebounds eines Spiels mit 29. Paul Silas von den Boston Celtics errang 365 Offensivrebounds.
- Kareem Abdul-Jabbar blockte insgesamt 338 Korbwürfe in 82 Spielen. Er sollte die Liga viermal in Shotblocks anführen, was ebenfalls lediglich Mark Eaton und Marcus Cambry gelingen sollte. Abdul-Jabbar hatte in seiner gesamten Karriere 3189 Blocks, übertroffen bislang nur von Hakeem Olajuwon und Dikembe Mutombo (Stand: 2020).

## Playoffs-Baum
|  | Eröffnungsrunde | Eröffnungsrunde     | Eröffnungsrunde |                    |                | Conference-Halbfinals | Conference-Halbfinals | Conference-Halbfinals |  |  | Conference-Finals | Conference-Finals | Conference-Finals |  |  | NBA-Finals | NBA-Finals | NBA-Finals |
|  |                 |                     |                 |                    |                |                       |                       |                       |  |  |                   |                   |                   |  |  |            |            |            |
|  |                 |                     |                 |                    |                |                       |                       |                       |  |  |                   |                   |                   |  |  |            |            |            |
|  |                 |                     |                 |                    |                |                       |                       |                       |  |  |                   |                   |                   |  |  |            |            |            |
|  | W1              | Golden State        | 4               |                    |                |                       |                       |                       |  |  |                   |                   |                   |  |  |            |            |            |
|  | W1              | Golden State        | 4               |                    |                |                       |                       |                       |  |  |                   |                   |                   |  |  |            |            |            |
|  |                 |                     | W5              | Detroit Pistons    | 2              |                       |                       |                       |  |  |                   |                   |                   |  |  |            |            |            |
|  | W4              | Milwaukee Bucks     | W5              | Detroit Pistons    | 2              | 1                     |                       |                       |  |  |                   |                   |                   |  |  |            |            |            |
|  | W4              | Milwaukee Bucks     |                 |                    |                | 1                     |                       |                       |  |  |                   |                   |                   |  |  |            |            |            |
|  | W5              | Detroit Pistons     | 2               |                    |                |                       |                       |                       |  |  |                   |                   |                   |  |  |            |            |            |
|  | W5              | Detroit Pistons     | 2               | W1                 | Golden State   | 3                     |                       |                       |  |  |                   |                   |                   |  |  |            |            |            |
|  |                 |                     |                 | W1                 | Golden State   | 3                     | Western Conference    |                       |  |  |                   |                   |                   |  |  |            |            |            |
|  |                 | W3                  | Phoenix Suns    | 4                  |                |                       |                       |                       |  |  |                   |                   |                   |  |  |            |            |            |
|  |                 |                     |                 | 4                  |                |                       |                       |                       |  |  |                   |                   |                   |  |  |            |            |            |
|  |                 |                     |                 |                    |                |                       |                       |                       |  |  |                   |                   |                   |  |  |            |            |            |
|  |                 |                     |                 |                    |                |                       |                       |                       |  |  |                   |                   |                   |  |  |            |            |            |
|  | W2              | Seattle Supersonics | 2               |                    |                |                       |                       |                       |  |  |                   |                   |                   |  |  |            |            |            |
|  | W2              | Seattle Supersonics | 2               |                    |                |                       |                       |                       |  |  |                   |                   |                   |  |  |            |            |            |
|  |                 |                     | W3              | Phoenix Suns       | 4              |                       |                       |                       |  |  |                   |                   |                   |  |  |            |            |            |
|  |                 |                     |                 | Phoenix Suns       | 4              |                       |                       |                       |  |  |                   |                   |                   |  |  |            |            |            |
|  |                 |                     |                 |                    |                |                       |                       |                       |  |  |                   |                   |                   |  |  |            |            |            |
|  |                 |                     |                 |                    |                |                       |                       |                       |  |  |                   |                   |                   |  |  |            |            |            |
|  | W3              | Phoenix Suns        | 2               |                    |                |                       |                       |                       |  |  |                   |                   |                   |  |  |            |            |            |
|  | W3              | Phoenix Suns        | 2               |                    |                |                       |                       |                       |  |  |                   |                   |                   |  |  |            |            |            |
|  |                 | E1                  | Boston Celtics  | 4                  |                |                       |                       |                       |  |  |                   |                   |                   |  |  |            |            |            |
|  |                 |                     |                 | 4                  |                |                       |                       |                       |  |  |                   |                   |                   |  |  |            |            |            |
|  |                 |                     |                 |                    |                |                       |                       |                       |  |  |                   |                   |                   |  |  |            |            |            |
|  |                 |                     |                 |                    |                |                       |                       |                       |  |  |                   |                   |                   |  |  |            |            |            |
|  | E3              | Cleveland Cavaliers | 4               |                    |                |                       |                       |                       |  |  |                   |                   |                   |  |  |            |            |            |
|  | E3              | Cleveland Cavaliers | 4               |                    |                |                       |                       |                       |  |  |                   |                   |                   |  |  |            |            |            |
|  |                 |                     | E2              | Washington Bullets | 3              |                       |                       |                       |  |  |                   |                   |                   |  |  |            |            |            |
|  |                 |                     |                 | Washington Bullets | 3              |                       |                       |                       |  |  |                   |                   |                   |  |  |            |            |            |
|  |                 |                     |                 |                    |                |                       |                       |                       |  |  |                   |                   |                   |  |  |            |            |            |
|  |                 |                     |                 |                    |                |                       |                       |                       |  |  |                   |                   |                   |  |  |            |            |            |
|  | E3              | Cleveland Cavaliers | 2               |                    |                |                       |                       |                       |  |  |                   |                   |                   |  |  |            |            |            |
|  | E3              | Cleveland Cavaliers | 2               | Eastern Conference |                |                       |                       |                       |  |  |                   |                   |                   |  |  |            |            |            |
|  |                 | E1                  | Boston Celtics  | 4                  |                |                       |                       |                       |  |  |                   |                   |                   |  |  |            |            |            |
|  | E5              | E1                  | Boston Celtics  | 4                  | Buffalo Braves | 2                     |                       |                       |  |  |                   |                   |                   |  |  |            |            |            |
|  | E5              |                     |                 |                    |                |                       |                       |                       |  |  |                   |                   |                   |  |  |            |            |            |
|  | E4              | Philadelphia Sixers | 1               |                    |                |                       |                       |                       |  |  |                   |                   |                   |  |  |            |            |            |
|  | E4              | Philadelphia Sixers | 1               | E5                 | Buffalo Braves | 2                     |                       |                       |  |  |                   |                   |                   |  |  |            |            |            |
|  |                 |                     |                 | E5                 | Buffalo Braves | 2                     |                       |                       |  |  |                   |                   |                   |  |  |            |            |            |
|  |                 |                     | E1              | Boston Celtics     | 4              |                       |                       |                       |  |  |                   |                   |                   |  |  |            |            |            |
|  |                 |                     |                 | Boston Celtics     | 4              |                       |                       |                       |  |  |                   |                   |                   |  |  |            |            |            |
|  |                 |                     |                 |                    |                |                       |                       |                       |  |  |                   |                   |                   |  |  |            |            |            |
|  |                 |                     |                 |                    |                |                       |                       |                       |  |  |                   |                   |                   |  |  |            |            |            |

## Playoffs-Ergebnisse
Die Playoffs begannen am 13. April und wurden in der Eröffnungsrunde, in der der Viertplatzierte der Conference gegen den Fünftplatzierten um die Chance, in der nächsten Runde auf den Erstplatzierten zu treffen, spielten, nach dem Modus Modus „Best of Three“ ausgetragen. In den Conference-Halbfinals, den Conference-Finals und den NBA-Finals galt der „Best of Seven“-Ausscheidungs-Modus.
Jo Jo White von den Boston Celtics und Alvan Adams von den Phoenix Suns gewährten je 98 Assists in der Postseason. Teamkamerad Dave Cowens von den Celtics errang 296 Rebounds. Jo Jo White erzielte außerdem 408 Punkte.
In der Western Conference waren die Paarungen bemerkenswert. Vier Teams der Pacific Division schnitten besser ab als der Divisionssieger der Midwest Division und selbst der Fünftplatzierte war immer noch besser als der Zweitplatzierte des Mittleren Westens, die Detroit Pistons.
Die Fünftplatzierten obsiegten dennoch überraschend über die Viertplatzierten in den Play-in-Turnieren der ersten Runde. Die Führenden der Midwest Division spielten in einer Best-of-Three-Serie um den Einzug in die Western Conference-Halbfinals. Bob McAdoo von den Braves errang die meisten Defensivrebounds einer Drei-Spiele-Playoffserie, einen mehr als Dirk Nowitzki gegen die Minnesota Timberwolves 2002 mit 42. Die Milwaukee Bucks hatten indes die wenigsten Offensivrebounds einer Dreier-Serie mit 20.
Am 15. April kam es in der Begegnung zwischen den Seattle Supersonics und den Phoenix Suns zu den wenigsten bekannten Steals der NBA-Geschichte, nämlich zweien durch die Sonics. Phoenix’ Kunststück von 0 Steals wurde zuvor und seitdem nur von fünf weiteren Teams vollbracht. Die Golden State Warriors hatten gegen Detroit indes die meisten Offensivrebounds einer Sechser-Serie mit 124. Und während ihre 73 Steals nicht an die eigene Bestmarke des Vorjahres heranreichte, eroberten sie 94 mal den Ball in den Conference-Finals gegen die Suns und damit die meisten einer Sieben-Spiele-Serie. Logischerweise konnte Phoenix so auch die meisten Ballverluste (147) einer Siebener-Serie fabrizieren.
Die wenigsten Playoff-Blocks einer Sechs-Spiele-Serie hatten die Celtics in den NBA-Finals (10). Auch Charlie Scotts 35 Fouls und 5 Disqualifikationen in sechs Spielen sind Playoff-Rekord (Stand: 2020).

### Eastern Conference-Eröffnungsrunde
Buffalo Braves 2, Philadelphia 76ers 1

Donnerstag, 15. April: Philadelphia 89 – 95 Buffalo

Freitag, 16. April: Buffalo 106 – 131 Philadelphia

Sonntag, 18. April: Philadelphia 123 – 124 Buffalo (n. V.)

### Western Conference-Eröffnungsrunde
Detroit Pistons 2, Milwaukee Bucks 1

Donnerstag, 15. April: Milwaukee 110 – 107 Detroit

Freitag, 16. April: Detroit 126 – 123 Milwaukee

Sonntag, 18. April: Milwaukee 104 – 107 Detroit

### Eastern Conference-Halbfinals
Boston Celtics 4, Buffalo Braves 2

Mittwoch, 21. April: Boston 107 – 98 Buffalo

Freitag, 23. April: Boston 101 – 96 Buffalo

Sonntag, 25. April: Buffalo 98 – 93 Boston

Mittwoch, 28. April: Buffalo 124 – 122 Boston

Freitag, 30. April: Boston 99 – 88 Buffalo

Sonntag, 2. Mai: Buffalo 100 – 104 Boston
Cleveland Cavaliers 4, Washington Bullets 3

Dienstag, 13. April: Cleveland 95 – 100 Washington

Donnerstag, 15. April: Washington 79 – 80 Cleveland

Sonnabend, 17. April: Cleveland 88 – 76 Washington

Mittwoch, 21. April: Washington 109 – 98 Cleveland

Donnerstag, 22. April: Cleveland 92 – 91 Washington

Montag, 26. April: Washington 102 – 98 Cleveland (n. V.)

Donnerstag, 29. April: Cleveland 87 – 85 Washington

### Western Conference-Halbfinals
Golden State Warriors 4, Detroit Pistons 2

Dienstag, 20. April: Golden State 127 – 103 Detroit

Donnerstag, 22. April: Golden State 111 – 123 Detroit

Sonnabend, 24. April: Detroit 96 – 113 Golden State

Montag, 26. April: Detroit 106 – 102 Golden State

Mittwoch, 28. April: Golden State 128 – 109 Detroit

Freitag, 30. April: Detroit 116 – 118 Golden State (n. V.)
Phoenix Suns 4, Seattle Supersonics 2

Dienstag, 13. April: Seattle 102 – 99 Phoenix

Donnerstag, 15. April: Seattle 111 – 116 Phoenix

Sonntag, 18. April: Phoenix 103 – 91 Seattle

Dienstag, 20. April: Phoenix 130 – 114 Seattle

Sonntag, 25. April: Seattle 114 – 108 Phoenix

Dienstag, 27. April: Phoenix 123 – 112 Seattle

### Eastern Conference-Finals
Boston Celtics 4, Cleveland Cavaliers 2

Donnerstag, 6. Mai: Boston 111 – 99 Cleveland

Sonntag, 9. Mai: Boston 94 – 89 Cleveland

Dienstag, 11. Mai: Cleveland 83 – 78 Boston

Freitag, 14. Mai: Cleveland 106 – 87 Boston

Sonntag, 16. Mai: Boston 99 – 94 Cleveland

Dienstag, 18. Mai: Cleveland 87 – 94 Boston

### Western Conference-Finals
Phoenix Suns 4, Golden State Warriors 3

Sonntag, 2. Mai: Golden State 128 – 103 Phoenix

Mittwoch, 5. Mai: Golden State 101 – 108 Phoenix

Freitag, 7. Mai: Phoenix 91 – 99 Golden State

Sonntag, 9. Mai: Phoenix 133 – 129 Golden State (n. 2. V.)

Mittwoch, 12. Mai: Golden State 111 – 95 Phoenix

Freitag, 14. Mai: Phoenix 105 – 104 Golden State

Sonntag, 16. Mai: Golden State 86 – 94 Phoenix

## NBA-Finals

### Boston Celtics vs. Phoenix Suns
Trotz einer geringen Zahl an Blocks (insgesamt 10) und Steals (ein einziger am 23. Mai, unterboten nur von LeBron James’ Cavaliers 2017), verteidigte Boston gut und errang 240 Defensivrebounds in sechs Finalspielen.
Eines der legendärsten Spiele war das vorletzte mit drei Verlängerungen am 4. Juni, in dem Boston kein einziger Block gelingen sollte. Garfield Heard stand für die Suns 61 Minuten auf dem Parkett, Jo Jo White für die Celtics 60 Minuten. Lediglich Kevin Johnson toppte das in ebenfalls drei Verlängerungen mit einer Minute am 13. Juni 1993 (Stand: 2020).
Eine Sekunde vor Ende der 2. Verlängerung stand es 111—110. Paul Westphal forderte eine unberechtigte Auszeit was zu einem Technischen Foul wegen Spielverzögerung führte, den Ball aber gleichzeitig nach Jo Jo Whites Freiwurf zur Mittellinie brachte. Garfield Heard brachte den Ball nach dem Sprungball unter Kontrolle und traf nahezu von der Mittellinie, was das Spiel in die 3. Verlängerung schickte, die die Celtics aber gewinnen konnten.
Die Finalergebnisse:

Sonntag, 23. Mai: Boston 98 – 87 Phoenix

Donnerstag, 27. Mai: Boston 105 – 90 Phoenix

Sonntag, 30. Mai: Phoenix 105 – 98 Boston

Mittwoch, 2. Juni: Phoenix 109 – 107 Boston

Freitag, 4. Juni: Boston 128 – 126 Phoenix (n. 3. V.)

Sonntag, 6. Juni: Phoenix 80 – 87 Boston
Die Boston Celtics werden mit 4—2 Siegen zum 13. Mal NBA-Meister.

## Die Meistermannschaft der Boston Celtics
| Jerome Anderson, Jim Ard, Tom Boswell, Dave Cowens, Captain John Havlicek, Steve Kuberski, Glen McDonald, Don Nelson, Charlie Scott, Ed Searcy, Paul Silas, Kevin Stacom, Jo Jo White Head Coach Tom Heinsohn |